# آي بايثون
آي بايثون (بالإنجليزية: IPython)‏ هي قشرة أوامر توفر برمجة تفاعلية في عدة لغات برمجة، طورت بالأساس للغة البرمجة بايثون.